# سیستم سرگرمی خراب است (فیلم)
سیستم سرگرمی خراب‌است (به انگلیسی: The Entertainment System Is Down) یک فیلم کمدی سیاه در حال ساخت به نویسندگی و کارگردانی روبن اوستلوند با بازی کیانو ریوز است.

## خلاصه داستان
مسافران یک پرواز طولانی با از کار افتادن سیستم سرگرمی هواپیما با کسالت خود دست و پنجه نرم می‌کنند.